# Реджо-Эмилия (станция скоростной железной дороги)
Reggio Emilia AV Mediopadana — пассажирская железнодорожная станция на высокоскоростной линии Милан — Болонья, единственная промежуточная станция на данном участке. Расположена в четырёх километрах к северу от центра города Реджо-нель-Эмилия в деревне Манкасале.
Линия Милан — Болонья в составе высокоскоростной сети итальянских железных дорог была открыта в 2008 году. Станция Реджо-Эмилия AV заработала 30 августа и была первоначально сооружена в виде простой платформы; однако тогда же министерством инфраструктуры и транспорта Эмилии-Романьи был объявлен тендер на строительство вокзального здания, выигранный компанией Cimolai Spa из Порденоне. К строительству приступили в сентябре 2010 года, а 8 июня 2013 года станция Reggio Emilia AV Mediopadana была торжественно открыта.
Станция оборудована двумя станционными железнодорожными путями, соединёнными с двумя путями основного хода стрелочными переводами, способными пропустить состав со скоростью до 60 километров в час. Здесь осуществляется также пересадка на станцию Reggio Mediopadana местной железнодорожной линии, перпендикулярно пересекающей выскоскоростную на нижнем уровне под зданием. Доступ на платформы производится с помощью панорамных лифтов и эскалаторов.
Здание станции, спроектированное испанским архитектором Сантьяго Калатравой, отличается ярким футуристическим дизайном. Каждый пролёт удивительной постройки представляет собой период волны, формируемый узкими стальными балками и панорамным остеклением между ними. В целом же динамичный фасад, состоящий из 25 таких пролётов длиной 25,4 метра каждый, создаёт иллюзию движущейся волны, особенно если ехать параллельно ему на машине по автостраде А1 из Милана в Рим. Изнутри же с платформ блестящие волновые изгибы создают захватывающий синусоидальный объём, пронизанный солнечным светом.
Вместе с тремя эффектными подвесными мостами, поставленными Сантьяго Калатравой при выезде на автостраду А1, станция Reggio Emilia AV Mediopadana сформировала новый, торжественный и современный, северный въезд в город Реджо-нель-Эмилия. Проект станции удостоен премии ECCS European Steel Design Award 2009.

## Галерея

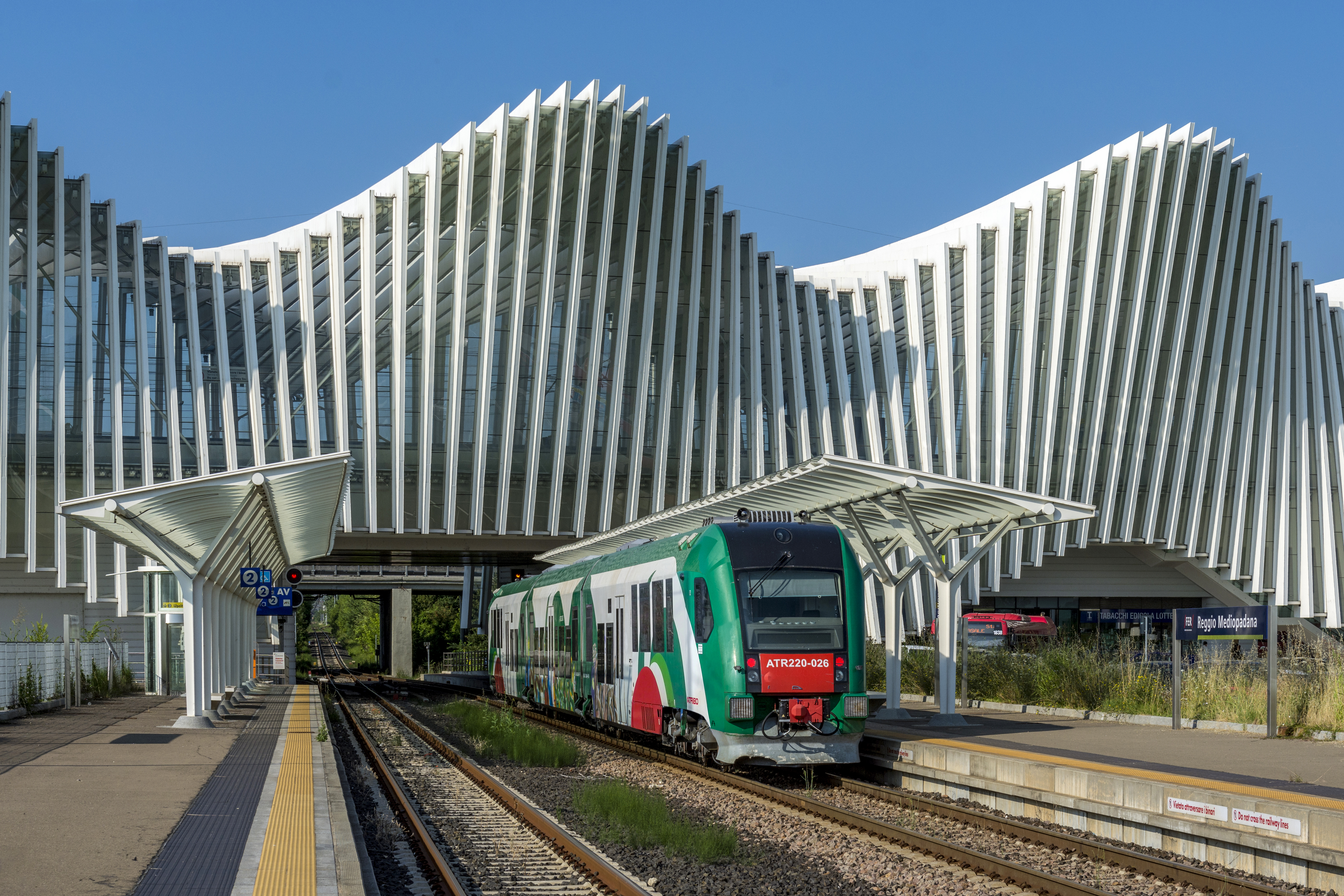
Структура пролётов
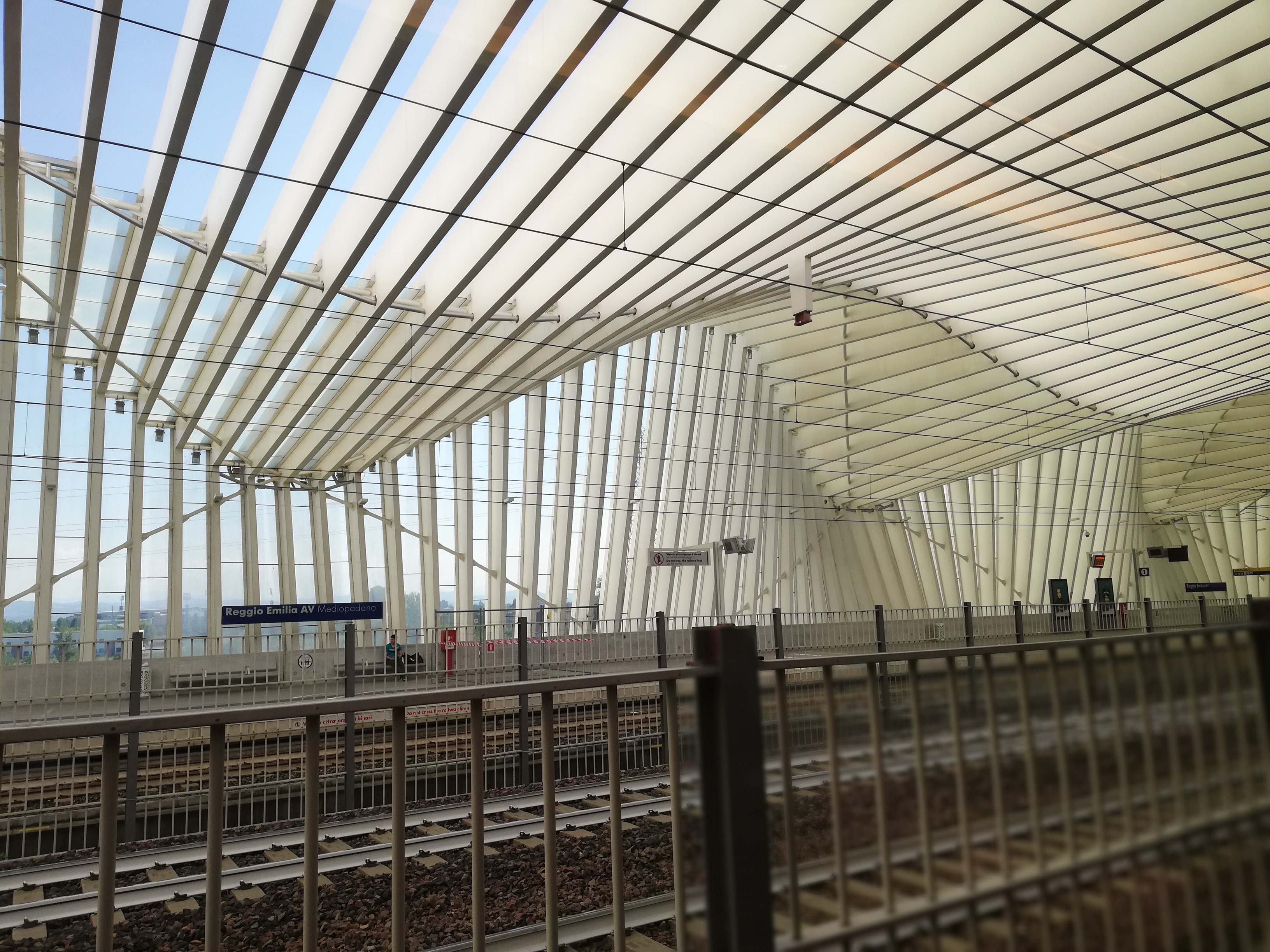
Вид изнутри
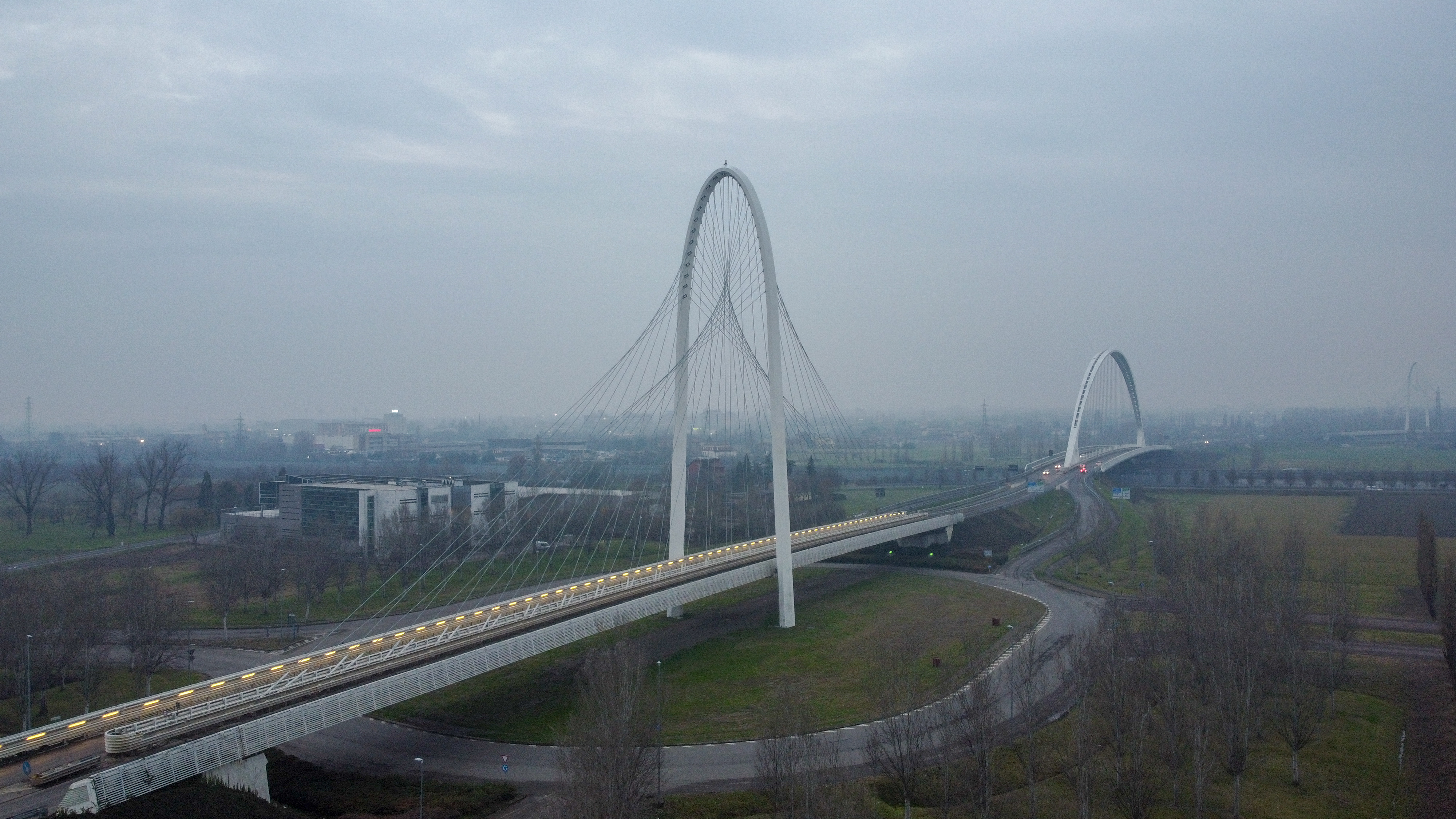
Подвесные мосты при выезде на трассу А1